# Guernsey
Bailiwick of Guernsey je otok ob obali Francije, ki spada pod britansko krono, vendar ni del Združenega kraljestva. Poleg samega otoka Guernsey vključuje še Alderney, Sark, Herm in druge manjše otoke. Skupaj z Jerseyem spada v skupino Kanalskih otokov, ki jih je med 2. svetovno vojno zasedel Tretji rajh. Po francosko se mu reče Guernesey.